# 逆差別
逆差別（ぎゃくさべつ、英語：reverse discrimination）は、特定の集団を優遇したことで起こる諸問題や不公平を批判した言葉である。

## 各国の事例

### アメリカ合衆国
アフリカ系アメリカ人の立場からアメリカにおける逆差別問題を論じたシェルビー・スティールは『黒い憂鬱』の中で次のように述べている。
プリンストン大学の社会学者のトマス・J・エスペンシェイドとチャン・Y・チュンの調査によるとアイビー・リーグ大学の入学審査における学力以外での基準によるSAT (大学進学適性試験)の修正点は、白人をゼロで基準とすると
| 人種                                          | 修正点 |
| --------------------------------------------- | ------ |
| 黒人                                          | +230   |
| ラテン系                                      | +185   |
| アジア系（東洋系、インド系、東南アジア系）    | –50    |
| スポーツ特待生                                | +200   |
| レガシー (元卒業生の子弟および大学への献金者) | +160   |

(満点1600):
と黒人やラテン系（ヒスパニック）といった優遇措置対象人種であると得点が有利になり、アジア系であると白人よりも更に不利となる。

### アファーマティブ・アクション
1960年代に、「奴隷制などの過去の人種差別に対する補償」や「多様性の確保」を目的として、アジア系を除いた人種的マイノリティ（黒人やヒスパニック）を、企業や官公庁の雇用や大学入学などで優遇する「アファーマティブ・アクション（積極的差別是正措置）」が導入された。
大学の入試では、黒人やヒスパニックが優遇される一方、白人とアジア人は同点でも不合格になるとの指摘があり、アジア系や白人は、この措置こそが差別の一種であって他の差別と同様に認めてはならないと批判してきた。
アジア系は、全米各地の難関大学や難関高校で制度的に差別されてきたとの指摘がある。約16万人の学生記録分析研究において、アジア系の入学希望者に対しては、大学選考で成績や課外活動も優秀でも「前向きな性格」「好かれやすさ」「勇気」「親切」「広く尊敬を集めている」など「人格点」が他人種より低評価とされて不合格にされてきた。ニューヨーク・タイムズによると、2013年のハーバード大学内調査によると、当時の全学生中のアジア系の比率は19％であったが、アファーマティブ・アクションが無い場合ならば43％であった。アジア系と黒人の親を持つ場合は、合格率を上げるために大学への願書にも人種区分を「黒人」とするようにとアドバイスされる。
2018年8月30日にアメリカ合衆国司法省は 、ハーバード大学が「個人能力評価」の項目を用いることで、アジア系の受験者が不利になるようにしていたことを認めた、入試でアジア系受験者を差別していたとの正式見解を出した。
「アファーマティブ・アクション」について、2023年時点で国内世論の半数は批判的で、容認派は約3分の1であった。人種・民族別だと、白人とアジア系は積極的差別是正措置に批判的で、黒人の多数派は支持しており、中南米系（ヒスパニック）は賛否半々状態である。連邦最高裁は2023年6月30日、アファーマティブ・アクションは、優遇措置の無いアジア系への逆差別制度であり、法の下の平等を定めた合衆国憲法（修正第14条）に対する違憲との判決をだした。

### ソビエト
ソビエト連邦（現ロシア）では少数民族に対する教育の機会が十分保障されていなかった段階で民族比率による雇用を進めたため、専門職に少数民族が配置される場合があり、能力と地位のギャップが生じた。いずれの場合も、基本的人権にかかわる格差が減少することによって、同時に逆差別となる要因自体が減少すると考えられる。中華人民共和国でも同じように、「一人っ子政策」において漢族やチワン族以外の少数民族は優遇される一方、教育面・習慣面（大学入試における少数民族の加点、ハラール認証の一般化など）において政府は少数民族を擁護するような政策を取っているため、逆差別だと批判されることもある。

### 日本
全国社会保険診療報酬支払基金労働組合（全基労）に属する職員のみが昇格人事において優遇されていたことに対し、社会保険診療報酬支払基金労働組合（基金労組）に属する職員が、これにより生じた賃金格差の是正のため経験年数に基づく「選考抜き一律昇格」を要求した。これはしかし全基労に属する職員には適用されなかったため、経験年数を満たしていながら全基労に属しているが故にこの是正の恩恵を受けられず昇格できない職員が「逆差別」を被るとされた。